# Tippecanoe (rijeka)
Tippecanoe je 293 km duga rijeka u SAD-u, koja protječe kroz sjeverni dio američke savezne države Indiana, pritoka rijeke Wabasha.
Rijeka istječe iz jezera Big Lake, u blizini okruga Noble u saveznoj državi Indiana. Rijeka prima vodu iz 88 prirodnih jezera, te nekoliko potoka. Na njoj su izgrađene dvije brane koje formiraju jezero Freeman i jezero Shafer. Kod mjesta Battle Ground rijeka se ulijeva u Wabash.  
Naziv rijeke potječe od riječi Illinois-Miami Indijanaca */kiteepihkwana/ koju su koristili za ribe roda lat. Ictiobus